# Vätesensor
En vätesensor är en gasdetektor som visar närvaron av väte. Vätesensorer framställs av vätekänsliga mikrosensorer och används för att hitta läckor. De anses billiga, kompakta, slittåliga och enkla att underhålla i jämförelse med vanliga gasdetektionsinstrument.
Det finns olika sorters vätemikrosensorer, som använder sig av olika mekanismer för att detektera gasen. Palladium används i många av dessa, eftersom palladium absorberar väte selektivt och bildar föreningen palladiumhydrid. Palladium-baserade sensorer är starkt temperaturberoende vilket gör deras reaktionstid alltför lång vid låga temperaturer. Palladiumsensorer måste skyddas mot kolmonoxid, svaveldioxid och vätesulfid, som annars binder till palladiet och förstör sensorn.